# Thanh Hóa
Thanh Hóa est une ville du nord du Vietnam, capitale de la province de Thanh Hóa.

## Histoire
Elle se trouve au sud du delta du Fleuve Rouge, à environ 137 km de Hanoï, au sud du fleuve Ma, près de son embouchure.
Presque entièrement rasée par les bombardements américains pendant la Guerre du Vietnam, elle a été rebâtie depuis. Elle compte environ 200 000 habitants. C'est le siège du diocèse catholique du même nom.

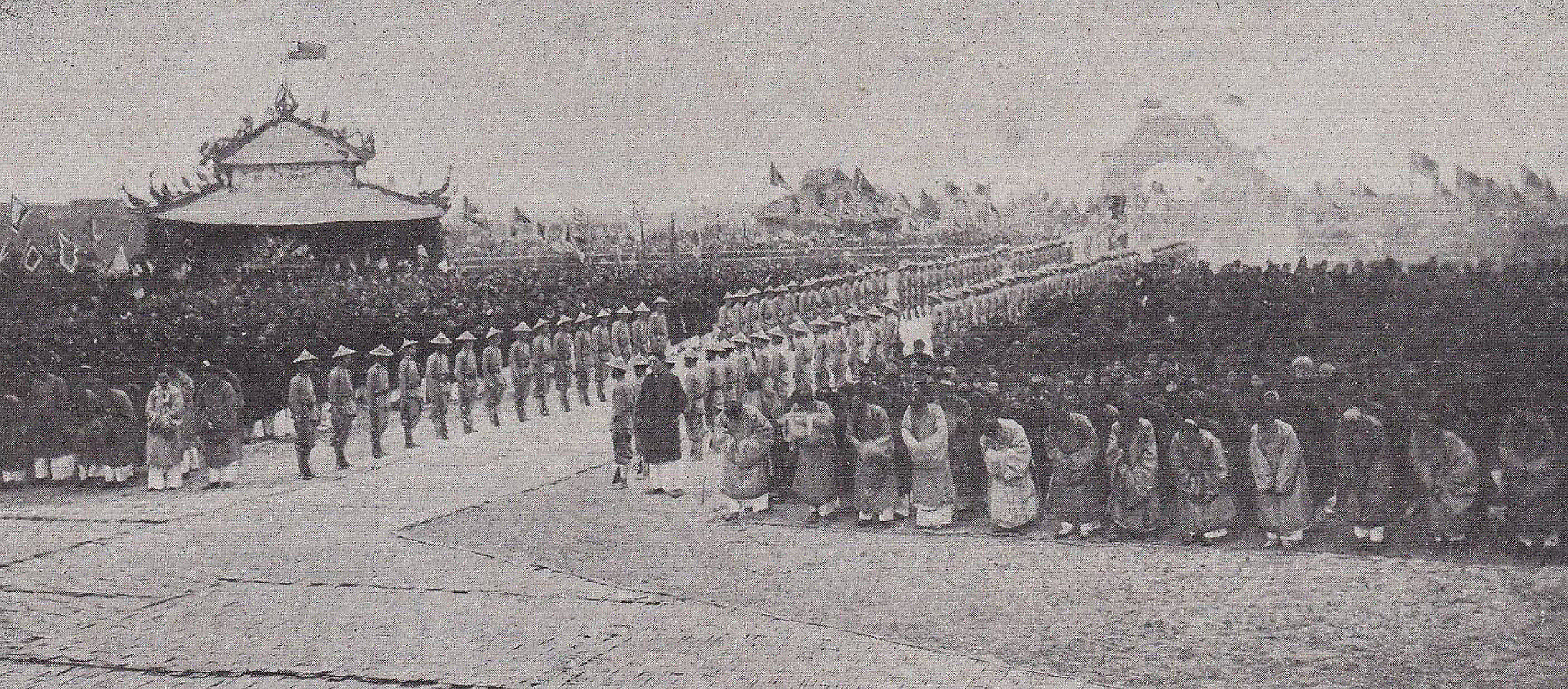
Sa Majesté Bao-Daï fit le pèlerinage aux Tombeaux des ancêtres de la Dynastie à Thanh-Hóa le 17e jour du 10e mois (4 novembre 1932).

## Infrastructure

### Éducation
Université Hong Duc

### Transports
Comme ville se situant au centre de la province, elle est au cœur d'un réseau d'infrastructures de transports important: pour le chemin de fer, il s'agit de la ligne Nord-Sud, pour la route, de la route nationale 1A, de la route nationale 47 et de plusieurs routes provinciales.
Elle est également au cœur d'un réseau d'autobus pour l'agglomération et d'autocars inter-villes.
La ville est dotée d'un aéroport (Sao Vàng) qui ne possède qu'une seule piste. Moitié militaire moitié civil, il a ouvert en février 2013.
Le port de Lễ Môn se situe au bord du fleuve Mã à 4 kilomètres à l'est du centre-ville.

## Culte
- Cathédrale de l'Immaculée-Conception (catholique)

## Personnalités liées
- Nguyễn Văn Hùng artiste martial, y est né en 1980.